# Synagoge (Tübingen)

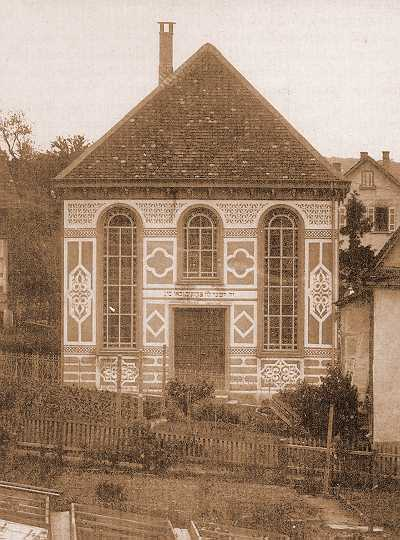
Die Synagoge Tübingen um etwa 1885

Die Synagoge Tübingen lag in der Gartenstraße 33 am Österberg in Tübingen. Die Synagoge der jüdischen Gemeinde Tübingen wurde am 8. Dezember 1882 eingeweiht und in der Reichspogromnacht vom 9. auf den 10. November 1938 zerstört. Sie war Nachfolgebauwerk einer mittelalterlichen Synagoge, die wahrscheinlich zwischen den Gebäuden Judengasse 2 und 4 stand.

## Architektur
Die Synagoge war 14,07 m lang und 8,85 m breit. Sie wurde zum Teil aus Materialien errichtet, die aus dem Vorgängerbau in Wankheim stammten. Der ostwestlich ausgerichtete Längsbau wies sowohl klassizistische als auch maurische Formenelemente auf, wobei aber auch Anlehnungen an die Renaissance und die Romanik zu erkennen waren. Im Inneren befand sich die damals übliche Frauen-Empore – in konservativen Gemeinden saßen die Frauen abgetrennt –, die Decke des Betsaals war mit blauen Sternen auf weißem Hintergrund bemalt.
Ursprünglich waren die Fassaden der Synagoge mit einer reichen farbigen Verzierung versehen, wie eine Aufnahme aus der Zeit um 1885 beweist. Außenansicht wurde allerdings verändert, denn auf einem Bild aus der Zeit um 1930 präsentiert sich das Bauwerk schlicht mit einem hellen Verputz.

## Geschichte der Synagoge

Stadtplan der Stadt Tübingen mit der Synagoge von etwa 1900

Eine erste mittelalterliche Synagoge hat neben anderen jüdischen Einrichtungen wie das Gemeindehaus wahrscheinlich in der Judengasse gestanden. Die erste Nennung von Juden in Tübingen stammt aus dem Jahr 1335. Über Judenverfolgungen in Tübingen während der Pestzeit in den Jahren 1348/49 gibt es keine Zeugnisse, doch 1477 wurden im Zuge der Universitätsgründung sämtliche Juden durch den Universitätsgründer Graf Eberhard im Barte aus der Stadt gewiesen.
Danach war zum ersten Mal im Jahr 1848 wieder eine Ansiedlung von Juden in der Stadt möglich. Nach Leopold Hirsch, der aus Wankheim kam, ließen sich bald mehrere jüdische Familien in Tübingen nieder. Sie nutzten zunächst noch die Einrichtungen der Gemeinde in Wankheim, solange diese existierten. Mit dem Bau der Synagoge in Tübingen wurde Ende 1881 begonnen. Nachdem im Frühjahr 1882 der Sitz der jüdischen Gemeinde, die aus Einwohnern Tübingens, Wankheims und Reutlingens bestand, von Wankheim nach Tübingen verlegt worden war, fand am 8. April 1882 der feierliche Abschiedsgottesdienst in Wankheim statt, bei dem der Bezirksrabbiner Silberstein die Festpredigt hielt. Unmittelbar danach wurde die Wankheimer Synagoge abgebrochen. Manche Teile wurden dann beim Bau der Synagoge in Tübingen verwendet, die unter der Leitung von Oberamtsbaumeister Riekert in der Gartenstraße 33 errichtet wurde. Die Einweihungsfeier fand am 8. und 9. Dezember 1882, dem Chanukkafest, statt. Rabbiner Silberstein hielt erneut die Festpredigt. Nach ihm sollten nur noch zwei weitere Rabbiner und sechs Kantoren in der Tübinger Synagoge predigen.
Im Jahr 1886 hatte Tübingen bereits 106 jüdische Einwohner, 1910 waren es 139. Bereits 1928 erfolgte ein Anschlag auf die Tübinger Synagoge: Durch Steinwürfe wurde ein großes Fenster zerstört. Einer der Steine durchschlug außerdem das Rohrgeflecht eines Stuhles im Inneren des Bauwerks. Die Tübinger Synagoge wurde im Herbst 1932 anlässlich ihres 50-jährigen Bestehens gründlich renoviert. Die Festpredigt am 25. Dezember 1932 hielt Oberlehrer Josef Wochenmark, außerdem sprach der Bezirksrabbiner Abraham Schweizer, der 1942 in Treblinka ermordet wurde. Im Jahr 1933 wurden noch 90 jüdische Einwohner in Tübingen gezählt, von denen mindestens 18 dem Holocaust zum Opfer fielen.
In der Reichspogromnacht in der Nacht vom 9. auf den 10. November 1938 wurde die Tübinger Synagoge demoliert und niedergebrannt: Um Mitternacht plünderten zehn Männer – darunter der Bürgermeister und der NSDAP-Kreisleiter – und eine Frau die Synagoge und warfen die Torarollen in den Neckar. In den frühen Morgenstunden wurde das Gebäude in Brand gesteckt. SA-Männer hinderten einen Nachbarn daran, die Feuerwehr zu rufen, die verspätet erschien und das Ausbrennen der Synagoge nicht verhinderte. Die jüdische Gemeinde musste später die Beseitigung der Ruinen bezahlen.

## Geschichte des Grundstücks nach der Zerstörung der Synagoge
Die Trümmer der Synagoge wurden von der Stadtverwaltung mit einem Gesamterlös von 86 RM als Baumaterial versteigert und der unbrauchbare Schutt im Neckarbett entsorgt. Der Platz wurde vom Bauamt planiert und dann von der Stadtgärtnerei bepflanzt. Im Dezember 1940 kaufte die Stadt das Grundstück für 3.965 RM, weit unter dem damaligen Wert.

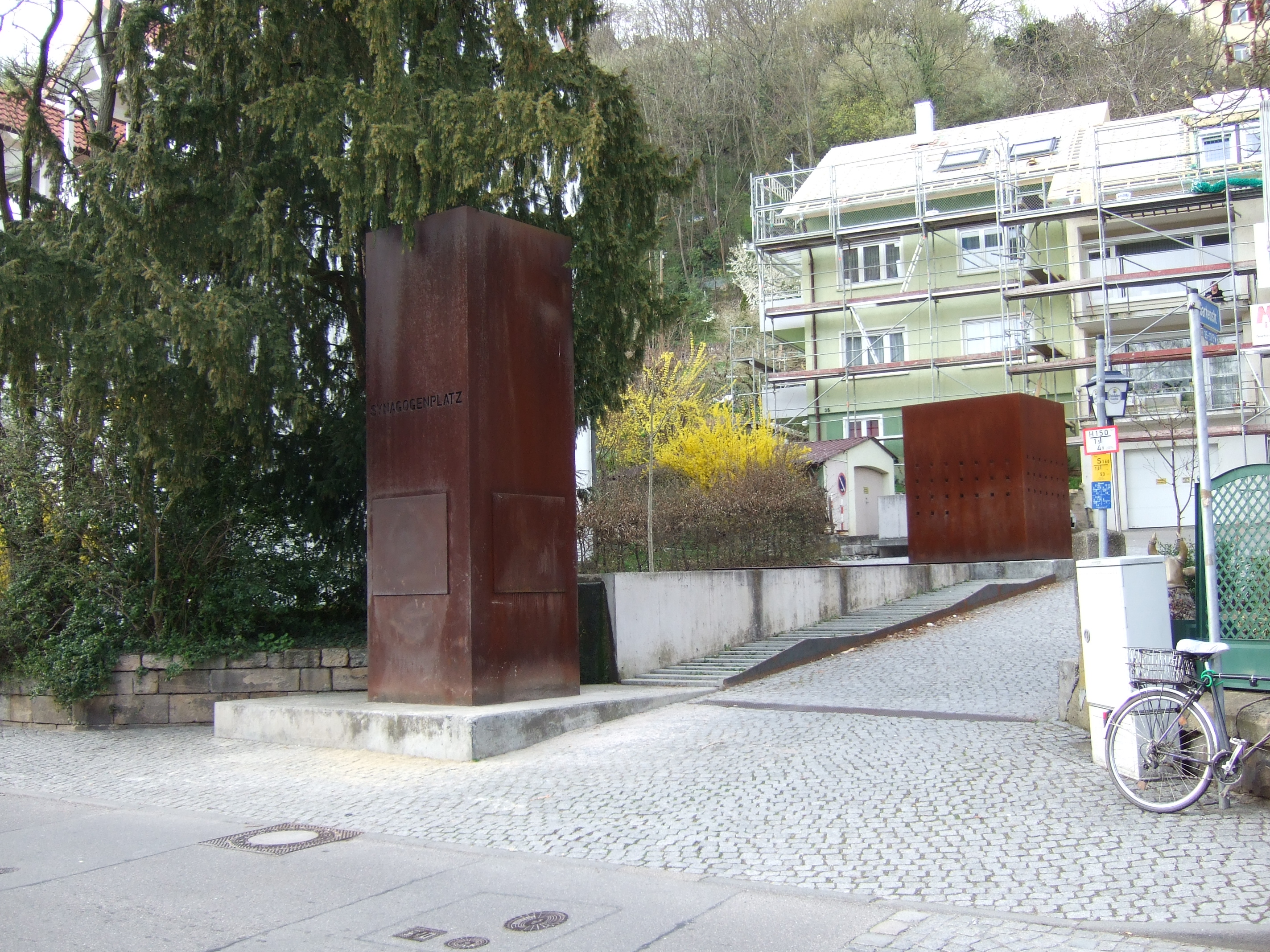
Der Synagogenplatz mit dem Denkmal in der Gestaltung 2009

1949 wurde der Kauf annulliert und das Grundstück, da die jüdische Gemeinde in Tübingen nicht mehr existierte, an die Israelitische Kultusgemeinde Württemberg in Stuttgart zurückgegeben. Die Religionsgemeinschaft verkaufte das Grundstück an einen Tübinger Privatmann, um Finanzmittel zur Integration von Displaced Persons zu bekommen. Der neue Eigentümer baute in den 1950er Jahren ein Wohnhaus auf dem Grundstück.
Am 9. November 1978 wurde am sogenannten Lützelbrunnen auf dem Grundstück des damaligen Oberbürgermeisters der Stadt, Eugen Schmid, ein Gedenkstein eingeweiht. Am Brunnentrog wurde folgender Text eingemeißelt:
Hier stand die Synagoge der Tübinger jüdischen Gemeinde. Sie wurde in der Nacht vom 9./10. November 1938 wie viele andere in Deutschland niedergebrannt.
Da es große Kritik an dem Text gab, weil er als Verharmlosung empfunden wurde, wurde ein zweiter Satz hinzugefügt:
Zum Gedenken an die Verfolgung und Ermordung jüdischer Mitbürger in den Jahren 1933 bis 1945.
1998 begannen auf dem ehemaligen Synagogenplatz Baumaßnahmen für eine große Wohnanlage. Dabei stieß man unerwartet auf die Grundsteine der ehemaligen Synagoge. Der Bau wurde zunächst eingestellt. Nach einer intensiv geführten öffentlichen Diskussion über die Gestaltung des Platzes und nach vermehrten Protesten wurden die Fundamente im Kellerraum des neuen Wohnhauses integriert. Diese konservierten Überreste der Synagoge sind jedoch nicht für die Öffentlichkeit zugänglich.
Erklärtes Ziel war es schließlich, mit einem künstlerisch gestalteten Denkmal (neben der neuen Wohnanlage) an das Schicksal der Tübinger Juden angemessen zu erinnern und damit ein deutliches Zeichen gegen das Vergessen zu setzen. Das überwiegend von Tübinger Bürgern finanzierte Denkmal wurde von Jörg Weinbrenner, der Architekten-Werkgemeinschaft Nürtingen und dem Bildhauer Gert Riel aus Remshalden gestaltet. Initiiert wurde es von der Bürgerinitiative „Projektgruppe Denkmal Synagogenplatz“ in Zusammenarbeit mit der Stadt. Die Einweihung war am 9. November 2000. Außerdem befinden sich Fotos und erklärende Texte über die Synagoge und die Tübinger Juden innerhalb des Denkmals.